# Депутат
Депута́т,  — особа, обрана виборцями відповідного виборчого округу до представницького органу державної влади або до органу місцевого самоврядування.
Депутати парламенту ще можуть мати назву «парламентарій» або «парламентар» (не плутати з парламентер).
Завданням депутата загалом є представництво громадян у владних структурах, відповідно до Конституції і звичайних законів.